# Marco Sassone
Marco Sassone (Campi Bisenzio, 27 juillet 1942) est un peintre italien contemporain

## Biographie
Marco Sassone qui est né à Campi Bisenzio en 1942, déménage à Florence en 1954 où se manifeste son intérêt pour la peinture. 
Il étudie le dessin d'architecture à l'Istituto Galileo Galilei et commence à vendre aux touristes ses premières œuvres composées d'aquarelles et dessins.
Marco Sassone complète sa formation auprès du peintre Silvio Loffredo, un élève du maître autrichien Oskar Kokoschka
En 1966, à la suite de l'inondation de Florence, qu'il a personnellement vécue et qui laissera une marque indélébile dans la carrière de l'artiste, Marco Sassone s'établit en Californie où il expose annuellement au Festival of the Arts de Laguna Beach.
En 1972, Marco Sassone épouse Diane Nelson à Florence  qui lui donne un fils, Nicola.
Le 23 novembre 1980, un séisme touche l'Irpinia, laissant 500 000 familles sans abri. Marco Sassone organise avec la société Sotheby Park Bernet, l'opération Sassone Earthquake Benefit afin de recueillir des fonds en faveur des victimes L'artiste donne dix huit œuvres qui rapporteront 17 000 dollars.
Au début des années 1980 l'artiste transfère son atelier à San Francisco, où il rencontre des Sans domicile fixe. Marqué par cette rencontre, pendant quelques années il représente des clochards et observe leur vie sur les voies publiques. Ces œcomposent l'exposition itinérante Home on the Streets, inaugurée au Museo Italo Americano de San Francisco en 1994, exposée par la suite à Los Angeles et Florence.
En 1982 Marco Sassone est fait chevalier de l'chevalier de l'Ordre du Mérite de la République italienne par le préside de la République Sandro Pertini et reçoit la Medaglia d'Oro dall'Accademia Italiana delle Arti, della Letteratura e della Scienza en 1978. En 1983 il se sépare de épouse Diane Nelson. 
En 2005 Marco Sassone s'établit à Toronto au Canada
où en 2006 il épouse l'écrivaine russe Emilia Ianeva .

## Home on the Streets
La rencontre de Marco Sassone avec un sans abri de San Francisco, Willie, motive l'artiste à mener une recherche personnelle qu'il développe au contact des clochards de la ville. Les œuvres de cette période sont regroupées dans une exposition nommée Home on the Streets composée de toiles de grand format, pastels et dessins au fuzin.
Les fonds recueillis sont versés à diverses associations qui viennent en aide aux sans abris. L'artiste donne des tableaux dont la vente est faite au bénéfice d'associations comme InterAid et la Another Planet.

## Expositions
- 1977 : National Academy of Design, New York [14]
- 1979 : Laguna Art Museum, Laguna Beach, California [15]
- 1988 : Los Angeles Municipal Art Gallery, Los Angeles [14]
- 1997 : Cloîtres de Santa Croce, Florence[15]
- 2001 : Museo Italo-Americano, San Francisco [15]
- 2003 : Cloître Sant’ Agostino, Pietrasanta[15]

## Sources
- (it) Cet article est partiellement ou en totalité issu de l’article de Wikipédia en italien intitulé « Marco Sassone » (voir la liste des auteurs).